# Pseudostellaria tianmushanensis
Pseudostellaria tianmushanensis är en nejlikväxtart som beskrevs av G.H.Xia och G.Y.Li. Pseudostellaria tianmushanensis ingår i släktet Pseudostellaria och familjen nejlikväxter. Inga underarter finns listade i Catalogue of Life.